# 吉野山
吉野山（日语：よしのやま）位在奈良縣中部，為從吉野郡吉野町吉野川（紀之川）南岸到大峰山脈北端的山稜之總稱，或是以金峯山寺為中心的山地之廣域地名。
古來以花之名而為人熟知，其中特別以櫻花最為出名，甚至被称赞为千本樱，地域分成下千本（日语：しもせんぼん）、中千本（日语：なかせんぼん）、上千本（日语：かみせんぼん）、奧千本（日语：おくせんぼん）。
大正13年（1924年）12月，指定為國之名勝・史跡，昭和11年（1936年）2月，指定為吉野熊野國立公園。平成16年（2004年）7月，吉野山・高野山到熊野的靈場和參詣道以『紀伊山地的聖地及朝聖路』登錄為聯合國教科文組織的世界遺產。平成2年（1990年），選定為日本櫻名所100選。

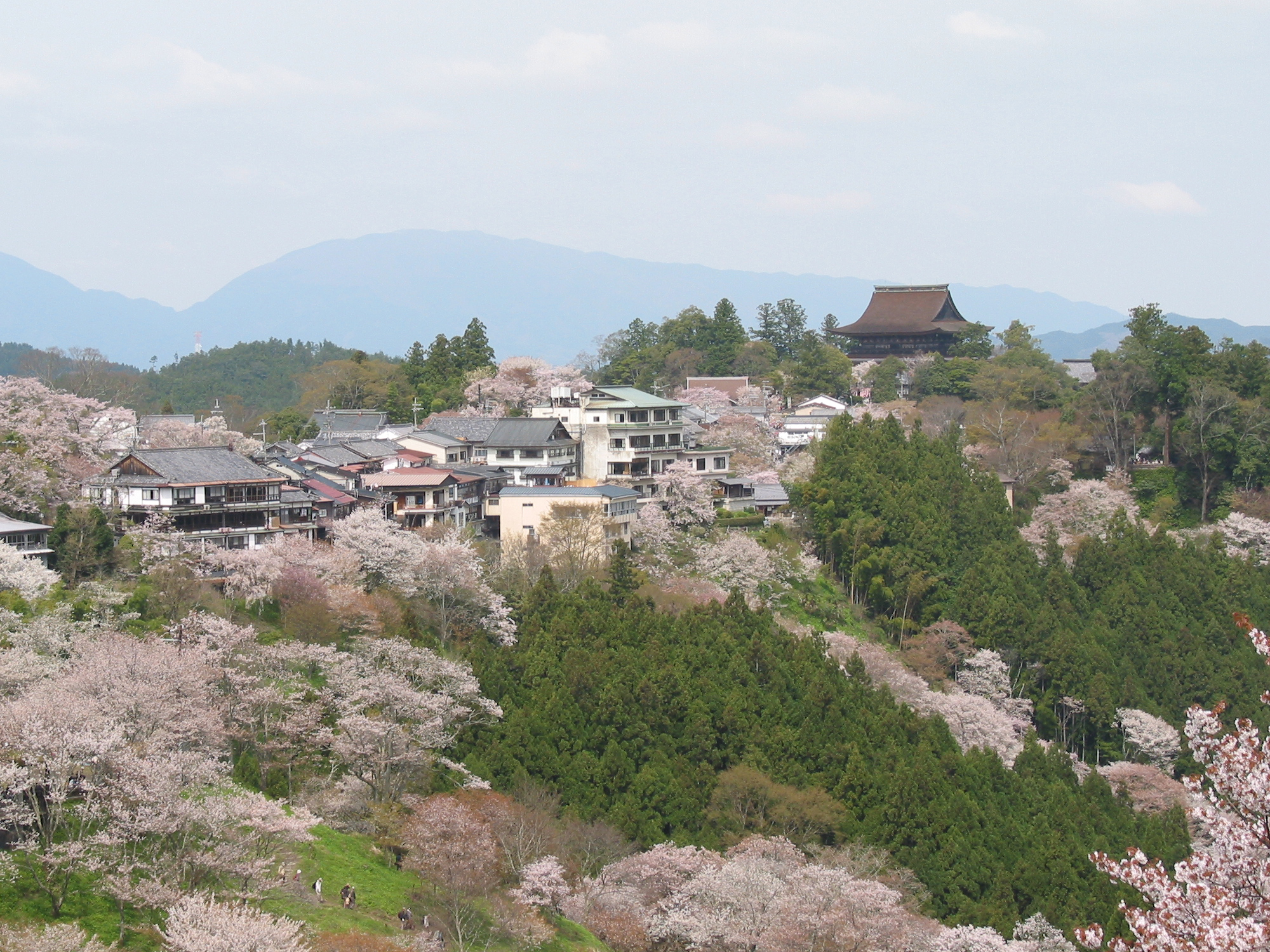
春之吉野山

## 名所・舊跡

### 長峰
- 吉野神宮（官幣大社）
- 峯之藥師堂跡
- 村上義光之墓

### 下千本
- 昭憲皇太后立碑
- 七曲坂

### 中千本
- 黑門 - 金峯山寺之總門
- 弘願寺
- 銅之鳥居 - 重要文化財
- 藤尾坂 - 傳說靜御前被捕之地
- 金峯山寺 - 世界遺產
  - 仁王門 - 國寶
  - 藏王堂 - 國寶
  - 二天門跡

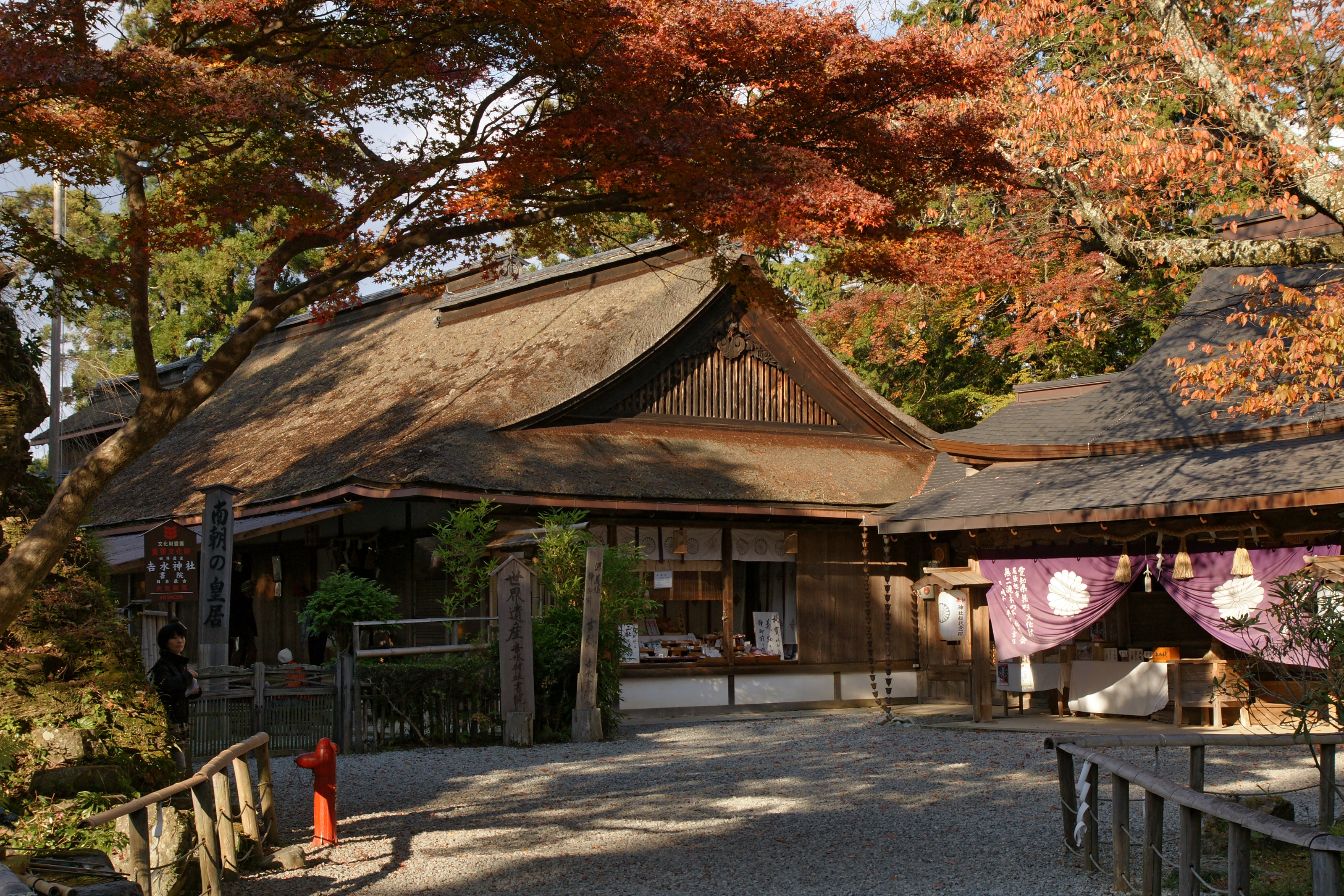
腦天大神龍王院（吉野腦天神社）
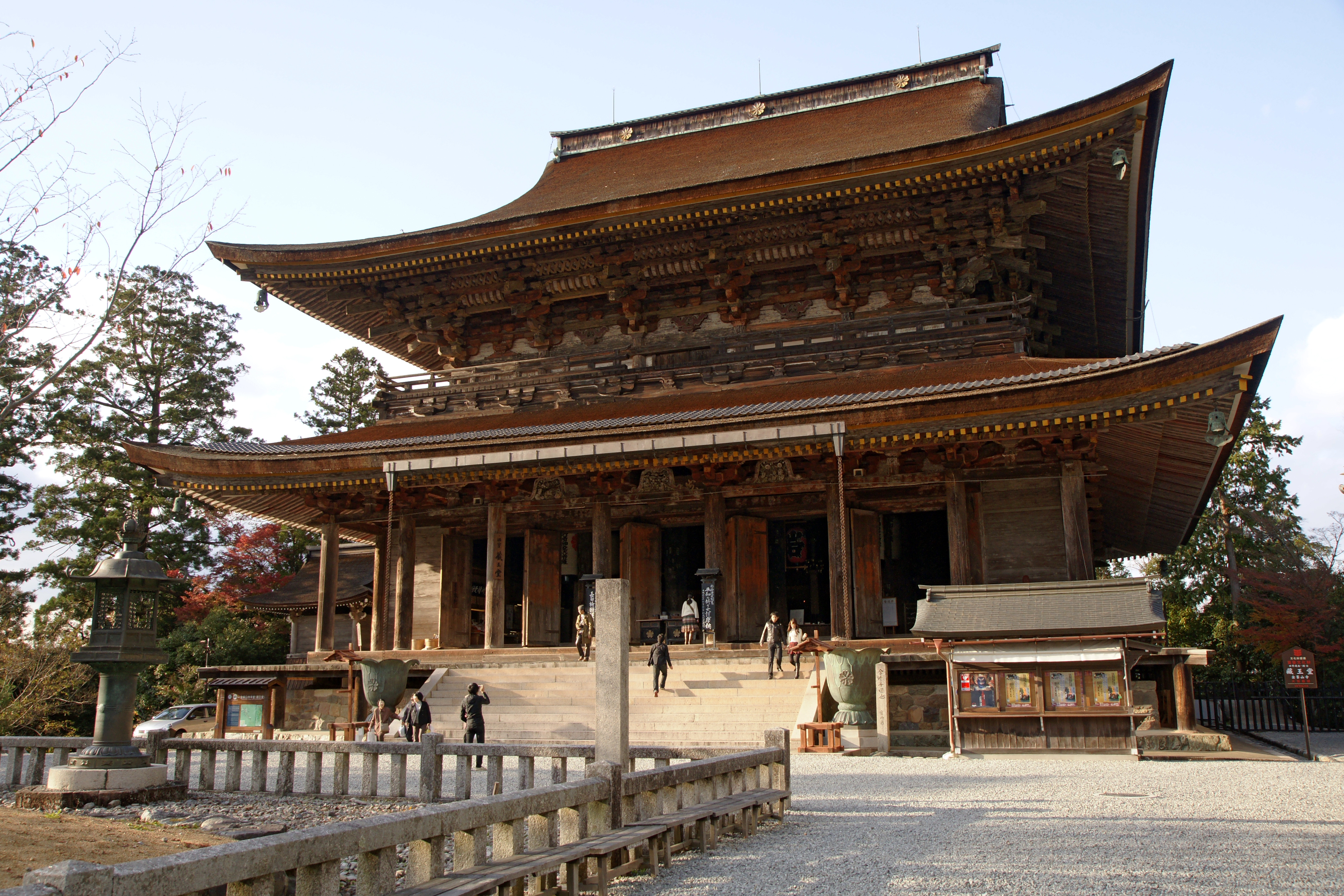
金峯山寺藏王堂
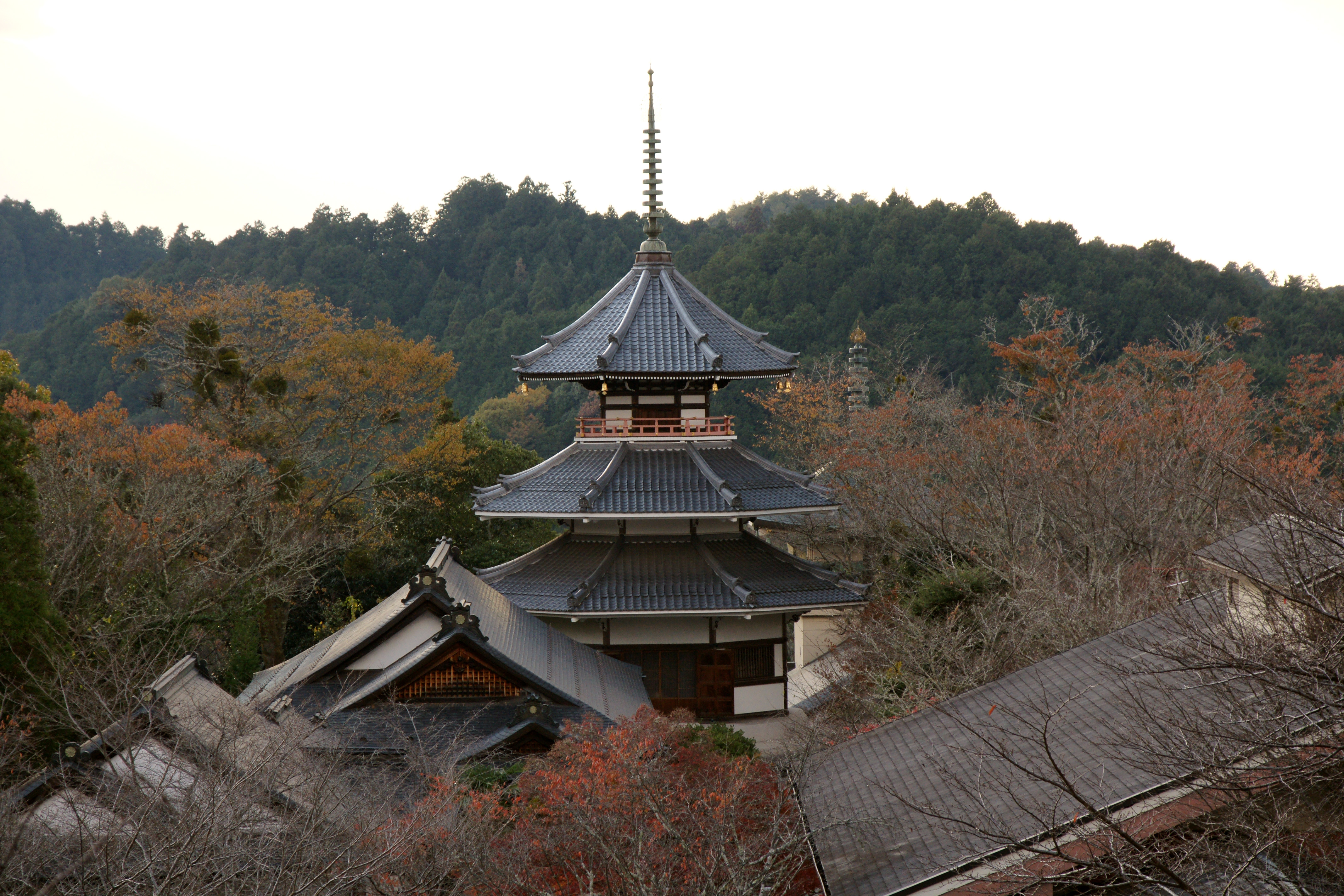
妙法殿 - 吉野朝宮跡
- 東南院
- 吉水神社 - 世界遺產
- 大日寺
- 勝手神社
- 喜藏院
- 櫻本坊
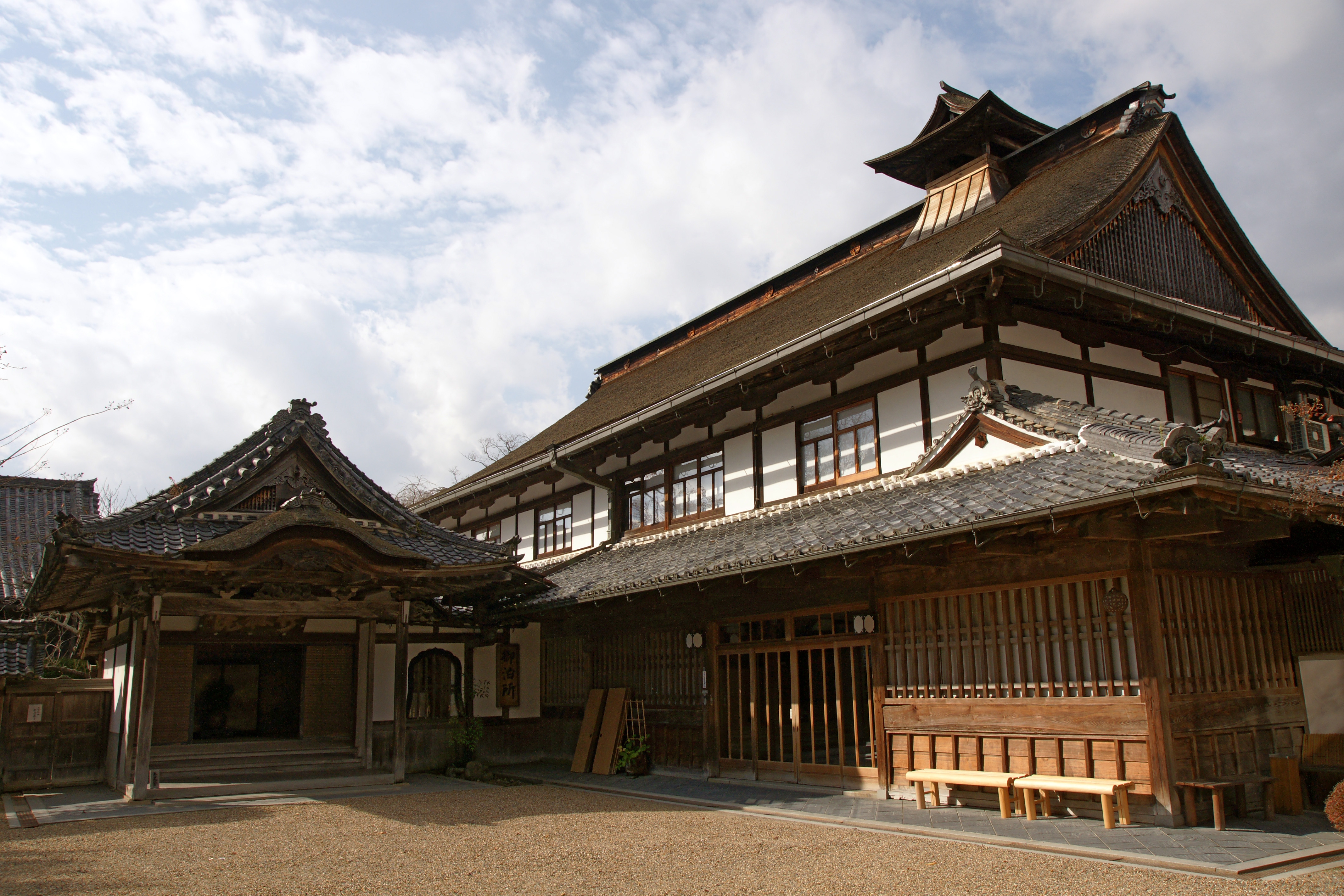
竹林院
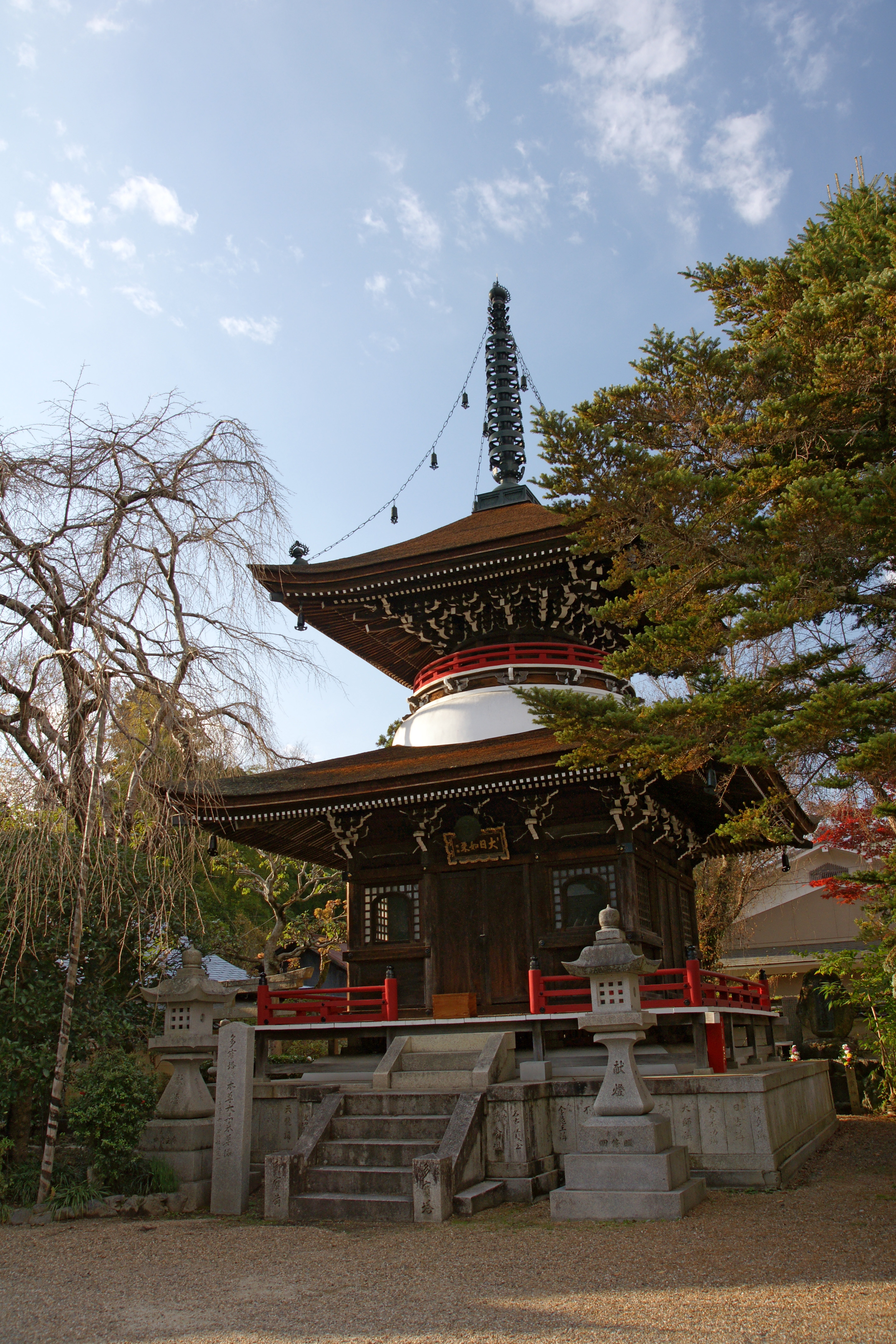
東南院紅葉狩
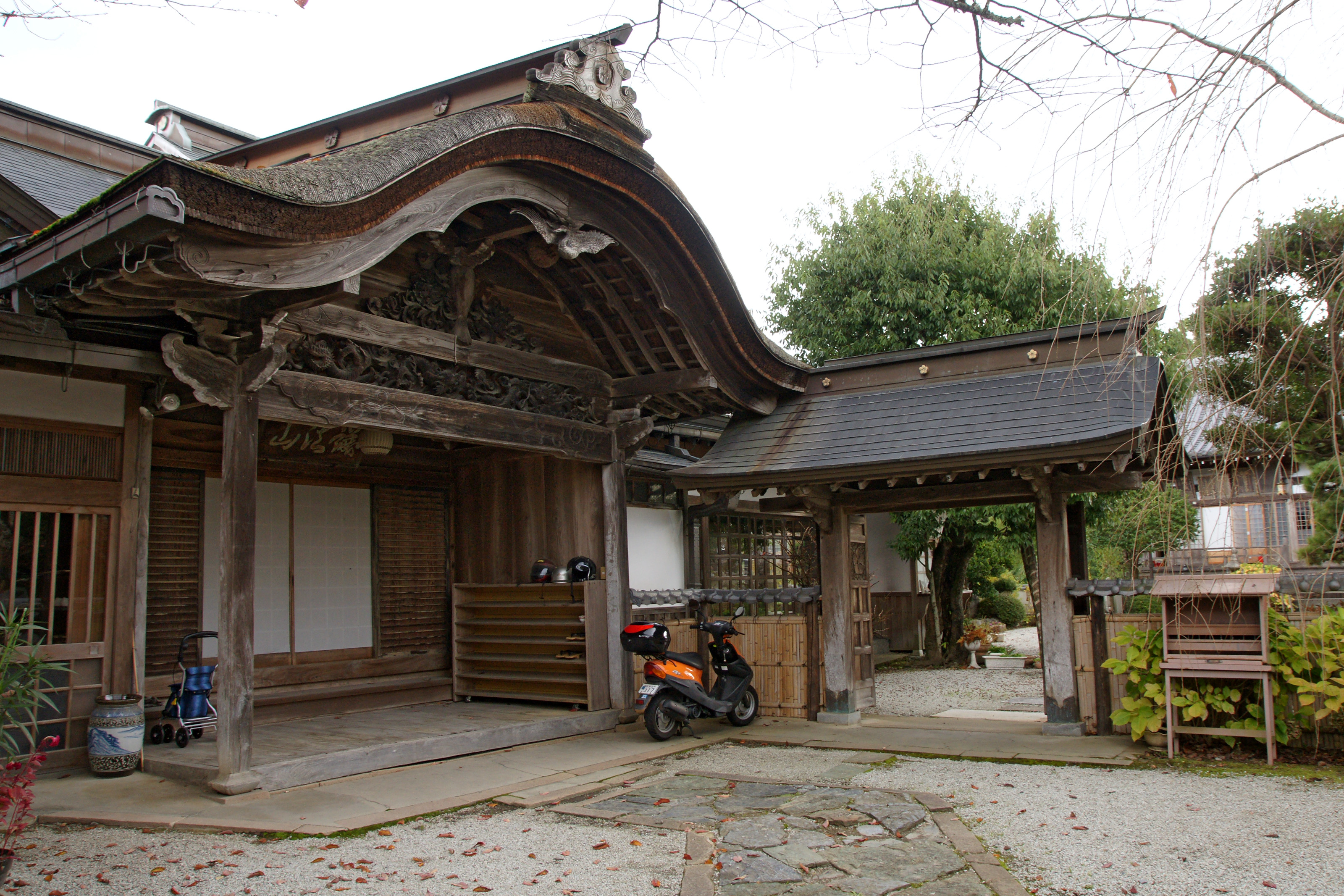
喜藏院

- 五郎兵衛茶屋
- 櫻展示園
- 如意輪寺
- 後醍醐天皇陵 - 如意輪寺內
- 太閤花見塚

- 吉水神社
- 金峯山寺藏王堂
- 妙法殿（吉野朝宮跡）
- 竹林院
- 東南院紅葉狩
- 喜藏院

### 上千本

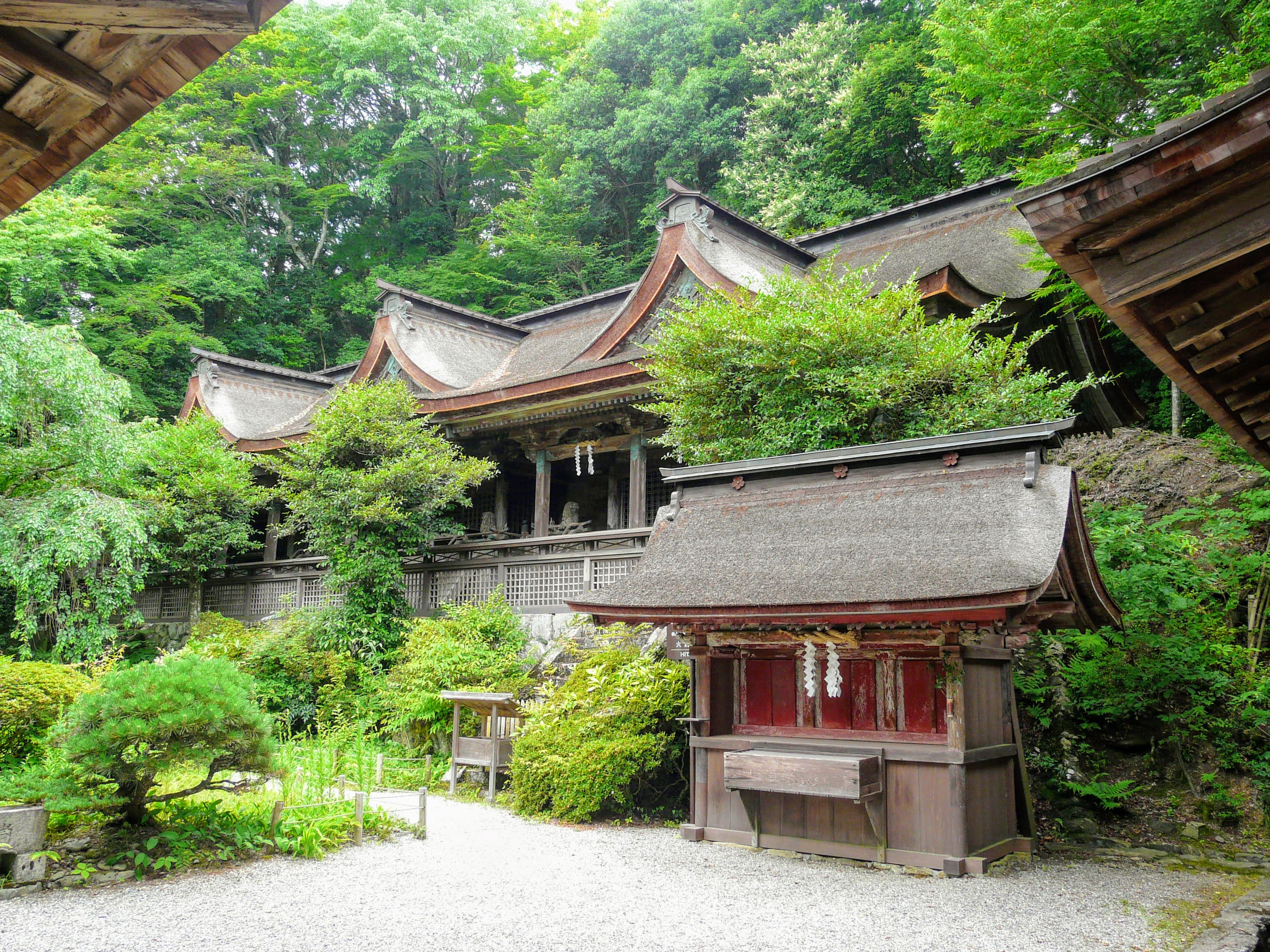
吉野水分神社 本殿

- 火之見櫓
- 吉水宗信法印之墓
- 御幸之芝・雨師觀音堂跡
- 花矢倉
- 橫川覺範之墓
- 世尊寺跡・三郎鐘・人丸塚
- 吉野水分神社 - 世界遺產
- 稚兒松地藏堂

- 吉野水分神社 本殿

### 奧千本
- 高城山・矢頭天王社跡
- 金峯神社・義經隱塔
- 西行庵
- 苔清水
- 愛染寶塔跡・女人結界跡

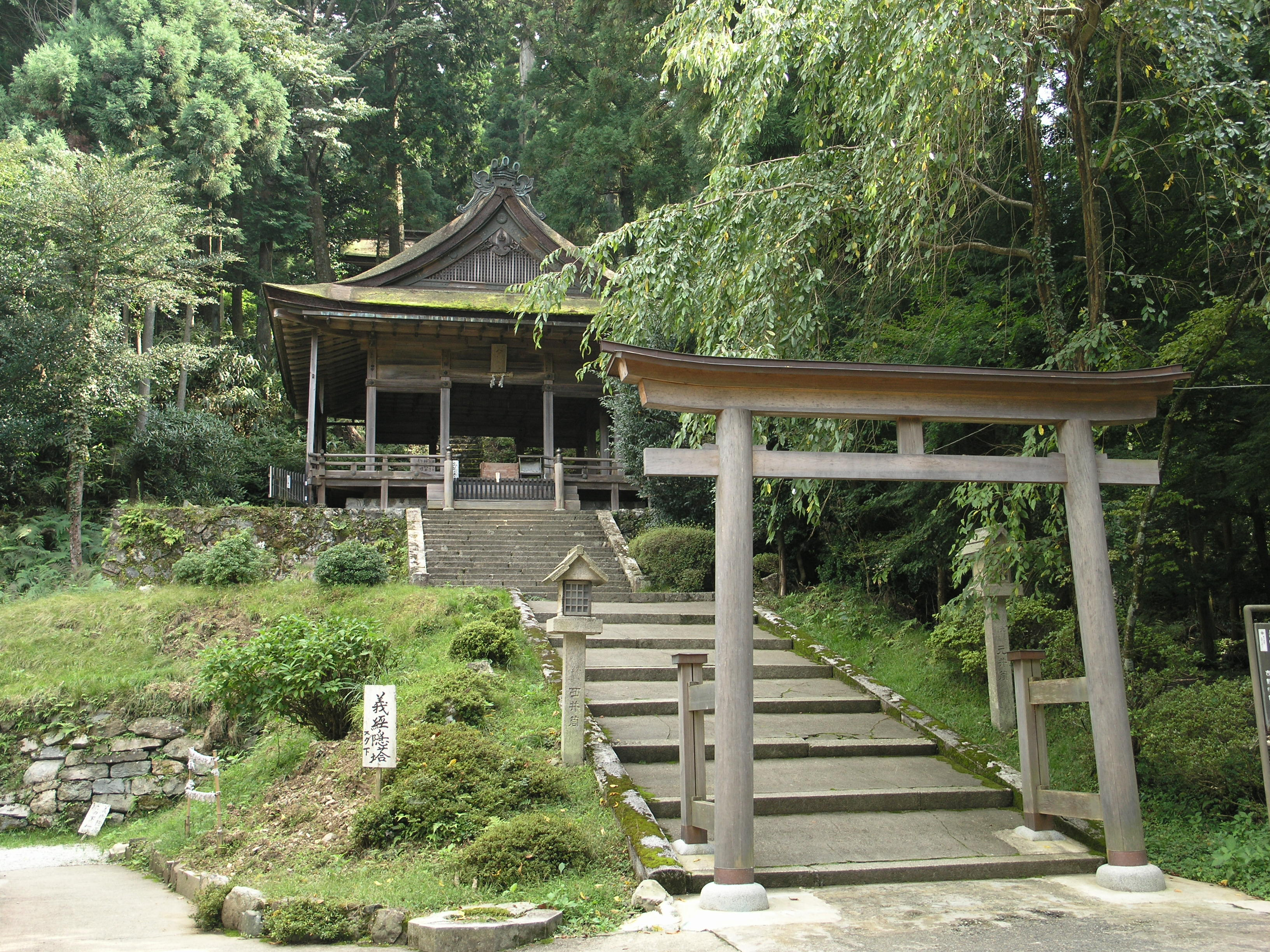
金峯神社 拜殿
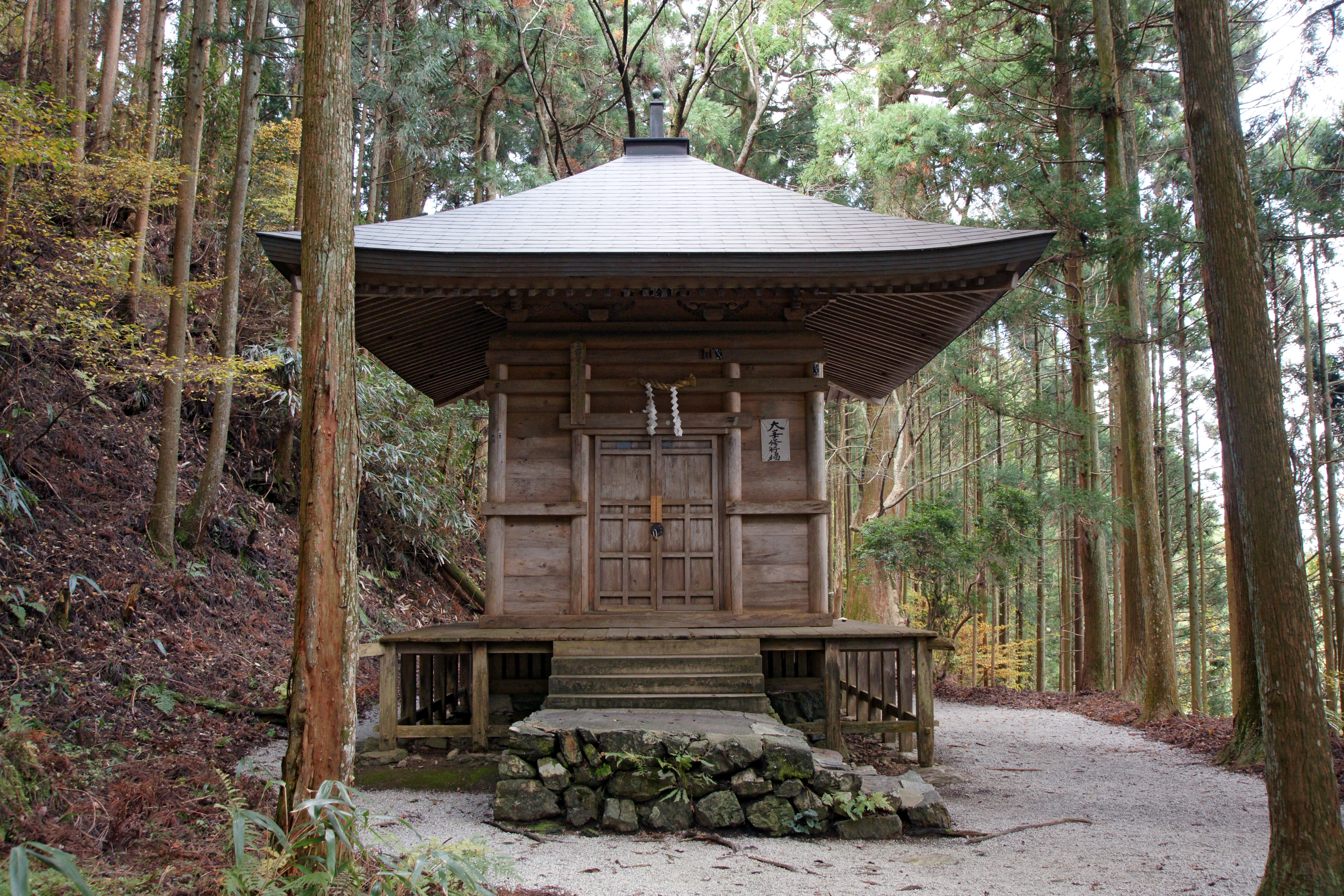
義經隱塔
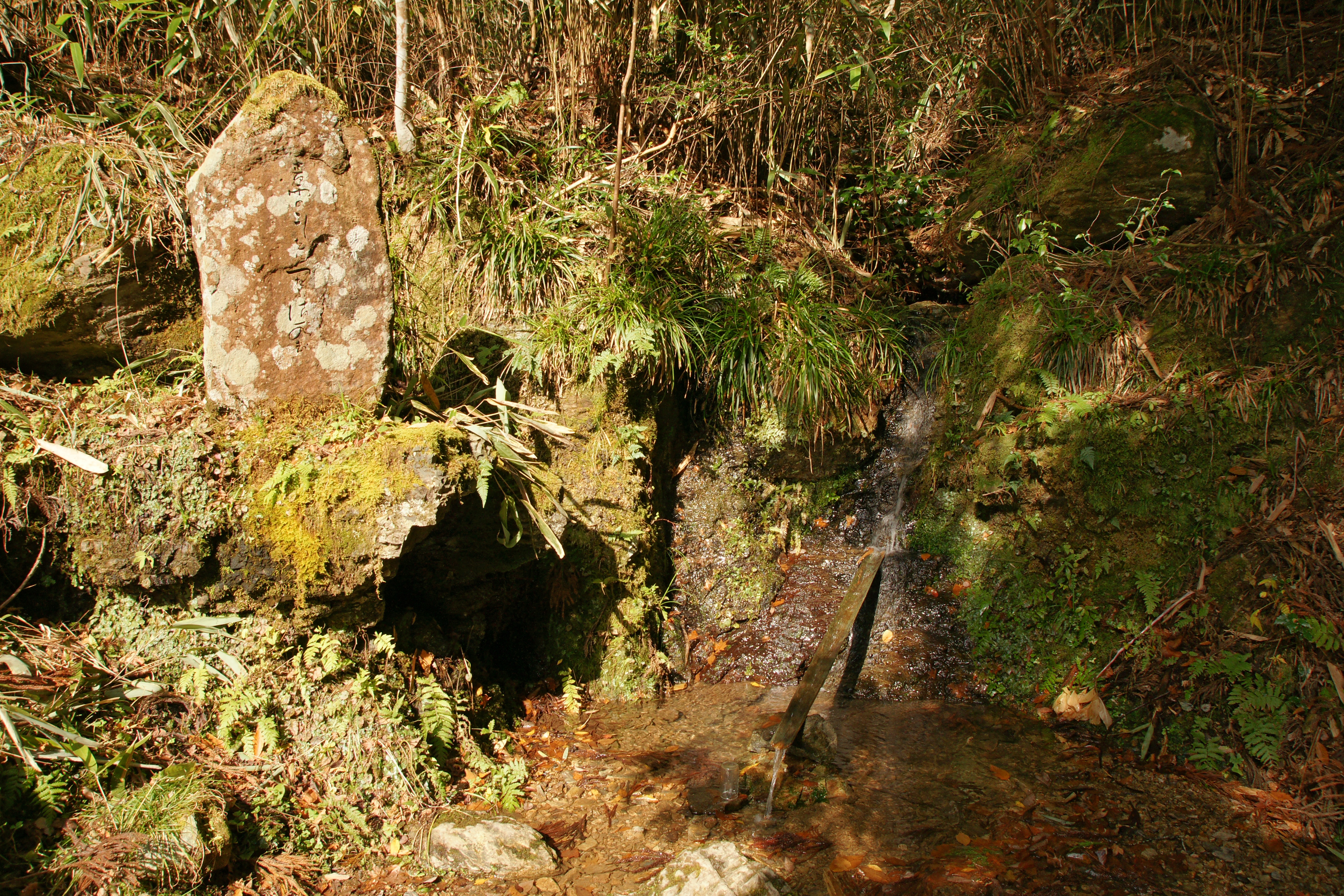
苔清水
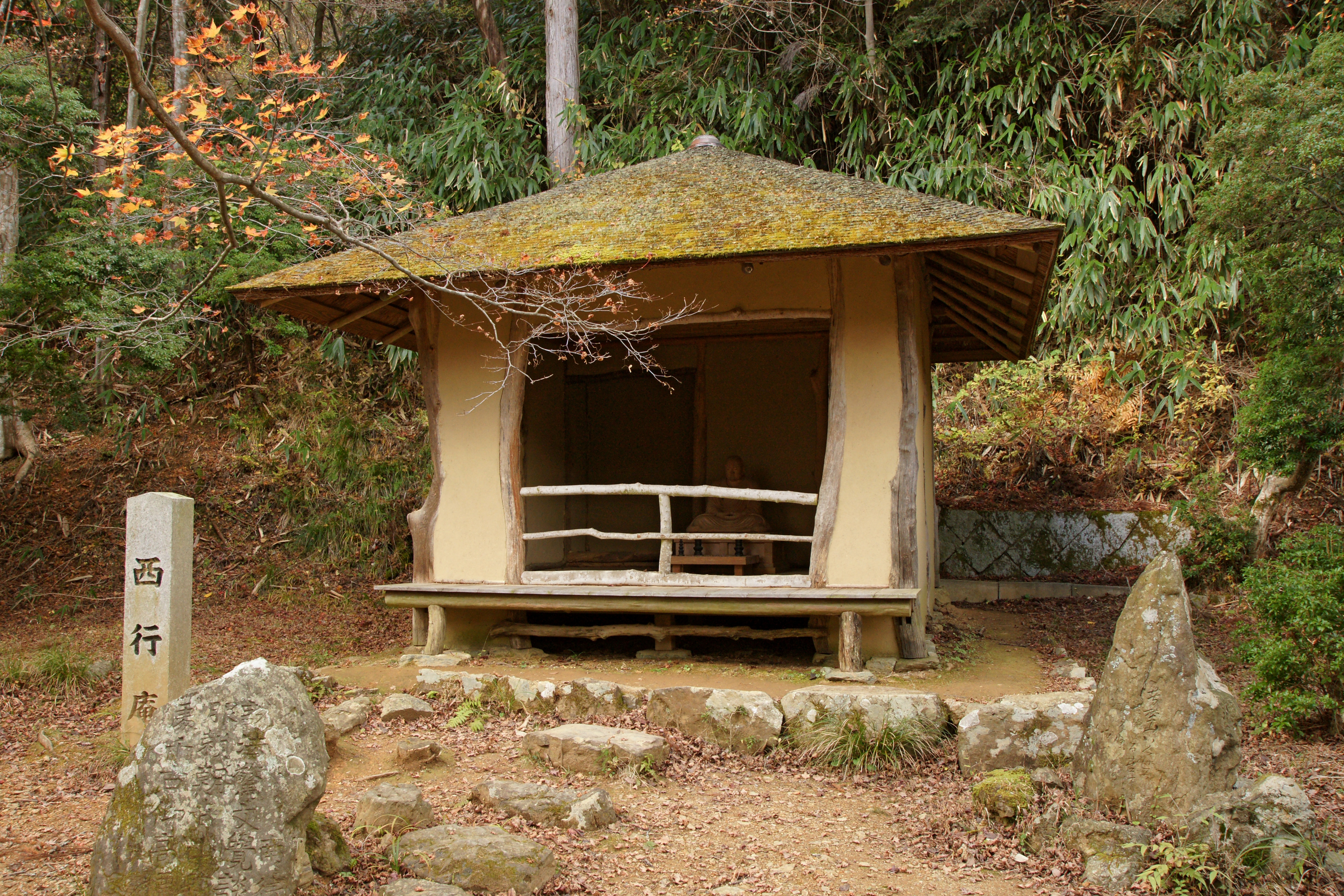
西行庵

## 吉野山交通
- 近鐵吉野線的終點站吉野車站 (奈良縣)下車。
- 上山最快的路徑是由吉野車站附近的的吉野空中纜車（日语：吉野ロープウェイ）（千本口－吉野山：由吉野大峯纜車自動車（日语：吉野大峯ケーブル自動車）營運）登山，如果由旁邊的登山小徑徒步登山到山上的吉野山站大約需要30分鐘。

## 關連項目
- 美麗的日本散步道500選

## 外部連結
- 吉野山觀光協會 （页面存档备份，存于）
- 吉野山最新情報 （页面存档备份，存于）